# Хшонстув-Великий
Хшонстув-Великий (пол. Chrząstów Wielki) — село в Польщі, у гміні Паженчев Зґерського повіту Лодзинського воєводства.
Населення — 112 осіб (2011).

## Демографія
Демографічна структура станом на 31 березня 2011 року:
|          | Загалом | Допрацездатний вік | Працездатний вік | Постпрацездатний вік |
| -------- | ------- | ------------------ | ---------------- | -------------------- |
| Чоловіки | 68      | 10                 | 51               | 7                    |
| Жінки    | 44      | 8                  | 30               | 6                    |
| Разом    | 112     | 18                 | 81               | 13                   |